# بافلاغونيا
إقليم في شمال وسط الأناضول على ساحل البحر الأسود يحده شرقا إقليم البنطس ومن الجنوب إقليم غالاتيا ومن الغرب إقليم بيثينيا وكان شعبا من أقدم شعوب الأناضول وكانوا تحت سيطرة ليديا وفارس والإسكندر الذي نعموا معه بنوع من الاستقلال الذاتي حتى القرنين اللاحقين ثم احتلتها تدريجيا مملكة البنطس والتي عندما دمرها بومبي عام 65 قبل الميلاد وأصبح ساحل الإقليم وعاصمته سينوب ضمن إقليم بيثينيا بينما بقي الأمراء يحكمون الدواخل وعندما انتهت السلالة عام 6 قبل الميلاد تم ضمها لروما ضمن إقليم غالاتيا وفي القرن الرابع الميلادي جعلها دوميتيان محافظة منفصلة.

## أعلام
- ثيودورا
- ميخائيل الخامس الجلفاط
- ثيودورا
- يوسف برينجاس
- ثامسطيوس

## مصدر
- بافلاغونيا - موسوعة المورد، منير البعلبكي، 1991